# Nils Svärd
Nils Edvard Svärd (* 10. Juli 1908 in Frösö; † 6. August 2001 in Lit) war ein schwedischer Skilangläufer.
Svärd gewann bei den Nordischen Skiweltmeisterschaften 1931 in Oberhof die Bronzemedaille über 18 km. Zudem wurde er dort Vierter über 50 km. Im folgenden Jahr errang er bei den Olympischen Winterspielen in Lake Placid den zehnten Platz über 18 km.